# Saileria
Saileria is een geslacht van wantsen uit de familie van de Miridae (Blindwantsen). Het geslacht werd voor het eerst wetenschappelijk beschreven door Hsiao in 1945.

## Soorten
Het genus bevat de volgende soorten:

- Saileria almeidai (Carvalho, 1946)
- Saileria bella (Van Duzee, 1916)
- Saileria carmelitana Carvalho, 1990
- Saileria chilena Carvalho & Carpintero, 1991
- Saileria compsus (Reuter, 1907)
- Saileria fluminensis Carvalho, 1990
- Saileria irrorata T. Henry, 1976
- Saileria mexicana Carvalho, 1985
- Saileria rondoniensis Carvalho & Costa, 1994
- Saileria serrana Carvalho, 1985
- Saileria sulina Carvalho, 1989